# Alcorisa (kommunhuvudort)
Alcorisa är en kommunhuvudort i Spanien.   Den ligger i provinsen Provincia de Teruel och regionen Aragonien, i den östra delen av landet, 280 km öster om huvudstaden Madrid. Alcorisa ligger 631 meter över havet och antalet invånare är 3 562.
Terrängen runt Alcorisa är kuperad söderut, men norrut är den platt. Runt Alcorisa är det glesbefolkat, med 8 invånare per kvadratkilometer. Närmaste större samhälle är Andorra, 10,9 km nordväst om Alcorisa. Omgivningarna runt Alcorisa är i huvudsak ett öppet busklandskap.